# لويز رينر
لويز رينر (بالألمانية: Luise Rainer)‏ مواليد 12 يناير 1910 في دوسلدورف، الإمبراطورية الألمانية، هي ممثلة نمساوية بدأت مسيرتها الفنية عام 1926 , حازت على جائزة الأوسكار لأفضل ممثلة مرتين , الأولى في عام 1937 عن دورها في فيلم زيغفيلد العظيم والثانية عام 1938 عن دورها في الأرض الطيبة، توفيت في 30 ديسمبر 2014.

## روابط خارجية
- لويز رينر على موقع IMDb (الإنجليزية)
- لويز رينر على موقع الموسوعة البريطانية (الإنجليزية)
- لويز رينر على موقع روتن توميتوز (الإنجليزية)
- لويز رينر على موقع مونزينجر (الألمانية)
- لويز رينر على موقع ألو سيني (الفرنسية)
- لويز رينر على موقع تيرنر كلاسيك موفيز (الإنجليزية)
- لويز رينر على موقع أول موفي (الإنجليزية)
- لويز رينر على موقع قاعدة بيانات برودواي على الإنترنت (الإنجليزية)
- لويز رينر على موقع قاعدة بيانات الأفلام السويدية (السويدية)
- لويز رينر على موقع إن إن دي بي (الإنجليزية)